# Didymodon serrulatus
Didymodon serrulatus là một loài rêu trong họ Pottiaceae. Loài này được (Hook. & Grev.) Mitt. mô tả khoa học đầu tiên năm 1859.